# Lunds landskommun
Lunds landskommun var en tidigare kommun i dåvarande Malmöhus län.

## Administrativ historik
Kommunen bildades i Lunds socken i Torna härad i Skåne när 1862 års kommunalförordningar trädde i kraft.
1913 uppgick delar av kommunen i Lunds stad. Den 1 januari 1944 uppgick resten av Lunds landskommun i staden, förutom en del med 18 invånare som uppgick i Hardeberga landskommun.
Lunds stad ombildades 1971 till Lunds kommun.